# Добычи Аннувна
«Добычи Аннувна» или «Сокровища Аннуна» (валл. Preiddeu/Preiddiau Annwfn/Annwn) — раннее валлийское стихотворение артуровского цикла, сохранившееся в «Книге Талиесина». Считается значимым, поскольку содержит упоминания нескольких персонажей, эпизодов и тем, которые позже нашли полное выражение в средневековых валлийских сказаниях, включённых в «Мабиногион», и в Артуриане.

## Обзор
Единственная средневековая копия сохранилась в рукописи XIV века, известной как «Книга Талиесина» (Llyfr Taliesin; NLW Peniarth MS 2, 54.16-56.13), где текст «Добыч Аннувна» непосредственно предшествует основному блоку так называемых «исторических» стихов в честь Уриена Регедского. Создание произведения обычно относят к IX или X веку; П. Симс-Уильямс помещает его между 850 и 1150 гг. Название стихотворения вписано в свободном месте другой рукой в форме Preδieu Annwn, в то время как в тексте первой строфы это выражение встречается как preδieu Annwfyn.
В основе стихотворения лежит структура сборника аудлов (коротких стихотворений-кинханед), где каждая строка представляет собой двустишие: две связанные единицы и цезура. Однако некоторые из этих строк представляют собой триплеты — три единицы, где первые две рифмуются, и две цезуры — которые выделяются метрически и драматически.
Комментируя сложность «Добыч Аннувна» для интерпретации, Р. Лумис вспоминает строки из другого валлийского текста — «Видение Ронабуи»: «Пришли барды и читали стихи перед Артуром, и никто не понял этих стихов […] за исключением того, что они были во славу Артура». По его мнению, эти слова вполне подходят и для описания данного стихотворения. В первую очередь неясность стиха связана с древностью языка. Второй причиной является порча текста, которая произошла, когда писец XIV века взялся копировать рукопись, созданную столетиями раньше. Третий источник неясности кроется в аллюзивном характере большей части бардовских произведений, которые предполагали априорное знакомство аудитории с устными и, возможно, письменными традициями, ныне в значительной степени утраченными. Так и здесь даётся не повествование как таковое, а скорее аллюзии на уже известные читателю в деталях сюжеты и образы.

## Содержание и контекст
Центральная тема стихотворения — морской поход Артура на крепости Аннувна, потустороннего мира, — или, возможно, на одну крепость, называемую различными именами. Корабль Артура Придвен, полный воинов, совершает три рейса в Аннувн. Однако остаётся неясным, ради какой именно добычи Артур и его люди рискуют жизнью. Возможно, они выступают, чтобы освободить из заточения пленника, или чтобы добыть волшебный котёл Главы Аннувна, либо их целью может быть чудесный бык. Действия, которые могли бы навести на мысль об истинных целях экспедиции, никак не упоминаются. Несмотря на прославляемую поэтом доблесть Артура, предприятие, по-видимому, оказывается неудачным. В скорбном рефрене повторяется, что из похода вернулись только семеро.
М. Хейкок предположила, что стихотворение на самом деле не об Артуре, а о Талиесине. Говорящий от его лица хвастается своими особыми знаниями, превосходящими знания адептов христианского книжного образования, а в последних двух строфах монахи высмеиваются за невежество в области естественных наук. С. Хигли осмысляет стихотворение как метафору его собственного создания — поэму о материальных «добычах» поэтической композиции, которые автор извлёк из валлийской поэтической традиции.
В качестве параллели приводят другое стихотворение «Книги Талиесина» (№ XIV) с такой же рифмовкой, где герой похваляется тем, что восседает с почётом в бардовском кресле в потустороннем месте наслаждения с плодотворным фонтаном, бьющим над ним. Он сидит в крепости, вершины (или углы) которой окружены морем. Образ расценивают как метафору того, что его вдохновение (awen) приходит из Аннувна.

### Добычи и стада
Не знают они Пятнистого Быка с прочным хомутом
Слово preideu может означать не только «добычи», но и «стада». Пятнистый Бык — это гигантское и, предположительно, потустороннее животное, известное по Триадам как один из трёх главных быков острова Британия. Он фигурирует в «Килухе и Олвен», где герой, по требованию великана Исбаддадена, должен запрячь в одно ярмо быков, Пятнистого и Жёлтого, также включённого в эту триаду. В связи с этим отмечают, что стада упоминаются неоднократно и в ирландских текстах о потустороннем мире.
В кельтских культурах быки воспринимались как сверхъестественные существа. М. Олдхаус-Грин предполагает, что знаменитый котёл из Гундеструпа, предназначался для жертвоприношения быков — к этому ритуалу отсылают изображения на пластинах котла. Быки выглядят значительно больше натуральной величины по сравнению с маленькими человеческими фигурами.
В ирландских и валлийских источниках много говорится об угоне скота как о прерогативе правителей. Эпос «Похищение быка из Куальнге» посвящён войне двух ирландских королевств из-за огромного Бурого быка. В других стихотворениях из «Книги Талиесина» Уриен восхваляется как «битвопобедный воитель, угоняющий скот» («Битва при Гвен Истрад»), а желанная добыча описывается как «160 одного цвета телят и скота, молочных коров и быков» («За один год»). Согласно гипотезе А. Бриза, исторический бриттский вождь Артур угнал у противника скот, накормил свой народ во время вулканической зимы и прославился как герой, а затем вошёл в легенду.

### Заморский поход и котёл
Котёл Главы Аннувна, что за образ,
с тёмным ободом и жемчугом.
Он не варит еду трусу
Имя Главы Аннувна в тексте не называется, но из Первой ветви Мабиноги известно, что Пуилл, король Диведа, поменявшись на год местами и обликом с повелителем Аннувна Арауном, правил так хорошо, что с тех пор его называли Пуиллом, Главой Аннувна. Ссылка на историю Пуилла и его сына Придери есть и в первой строфе стихотворения.
Многочисленные упоминания в литературе показывают важность архетипа котла для кельтской культуры. Этот предмет связан с мудростью, пророчеством и истиной. Варево из котла волшебницы Керидвен в «Истории Талиесина» наделяет поэтической и магической силой. Именно на эту историю ссылается поэт в «Добычах Аннувна», поскольку здесь котёл буквально является источником его «стиха» или «главного изречения» (kenneir).

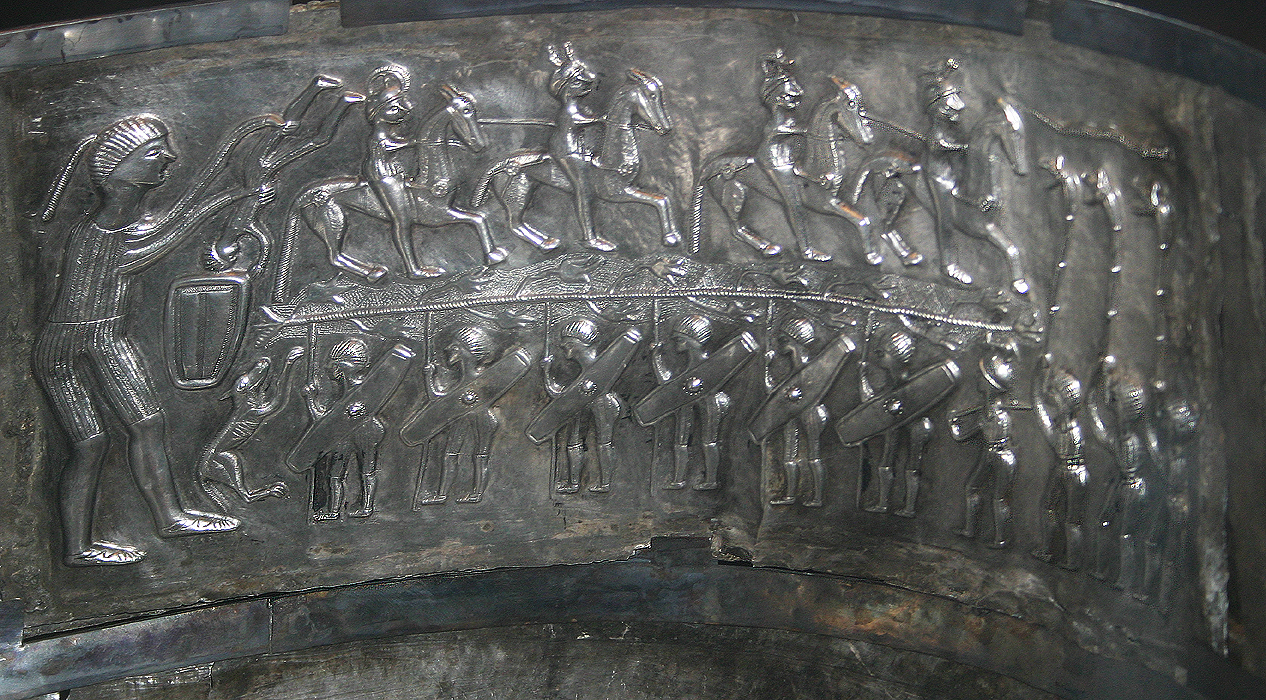
Погружаемые в котёл мёртвые воины возрождаются. Изображение на котле из Гундеструпа

Котёл был также символом статуса. Бран во Второй ветви Мабиноги вместе со своей сестрой Бранвен отдаёт королю Ирландии способный воскрешать убитых воинов чудесный котёл, ранее полученный им из Ирландии, которая в валлийской традиции часто ассоциируется с потусторонним миром. Когда Бран приходит спасти свою сестру от жестокого обращения, между Уэльсом и Ирландией начинается война, а котёл разбивается. Обратно возвращаются лишь семь валлийских воинов, включая Придери и Талиесина. Похоже, что события этой истории получили новый контекст в данном стихотворении, где Артур стал заменой Брана.
Кроме того, котёл служил символом неисчерпаемого изобилия. В «Килухе и Олвен» также фигурирует ирландский котёл, в захвате которого Артур принимает непосредственное участие. Пообещав помочь Килуху выполнить невыполнимые задачи, поставленные Исбаддаденом, одной из которых было обретение котла Диурнаха Ирландца, Артур плывёт на своём корабле Придвен в Ирландию и возвращается с котлом, полным золота. С котлом Диурнаха отождествляют упомянутый в списке Тринадцати сокровищ острова Британия котёл великана Дирнуха: «если положить в него вариться мясо для труса, оно никогда не закипит; но если положить в него мясо для храбреца, оно закипит быстро» — мотив, отмеченный и в «Добычах Аннувна».

### Девять дев
Моя песня была спета о котле,
который зажгли дыханием девять дев

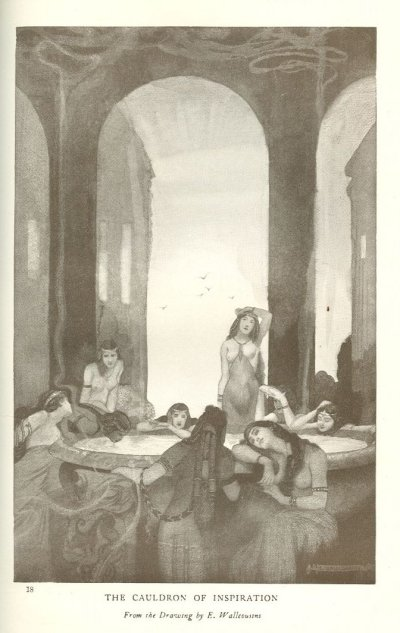

Упоминания о девяти сверхъестественных женщинах в контексте кельтской мифологии существуют в текстах как историографического, так и художественного характера. Так, Помпоний Мела в I в. пишет об оракуле некоего галльского божества на острове Сена (возможно, остров Сен у западной оконечности Бретани) и девяти его жрицах, которые «освящены обетом вечной девственности». Им приписывают «исключительный дар заклинать своим пением моря и ветры, превращаться в любых животных, лечить неизлечимые у других народов болезни, предвидеть и предсказывать будущее».
Девять ведьм фигурируют в бретонско-латинском «Житии Самсона» (VII в.), а также в валлийских произведениях — стихотворении артуровского цикла «Кто привратник?» (Pa gur yv y porthaur) из Чёрной книги Кармартена и прозаическом романе «Передир». В «Жизни Мерлина» Гальфрида Монмутского на острове Авалон (Ynys Avallach) «девять сестёр […] по законам правят премудрым, властвуя теми, кто к ним из наших краев прибывает». От лица Талиесина рассказывается, что после битвы при Камланне на остров перенесли раненого Артура и оставили его лежать на золотом ложе под присмотром Морген, старшей из девяти сестёр.
Образ в «Добычах Аннувна» интерпретируется следующим образом: девять дев — пророчицы, и в этой роли они «разжигают» котёл, из которого исходят поэтические изречения.

### Потустороннее заточение
Темница для Гвайра была готова в Каэр Сиди,
согласно истории Пуилла и Придери.
Никто прежде него не ходил туда —
в тяжёлую серую цепь, в ней — верный содержится

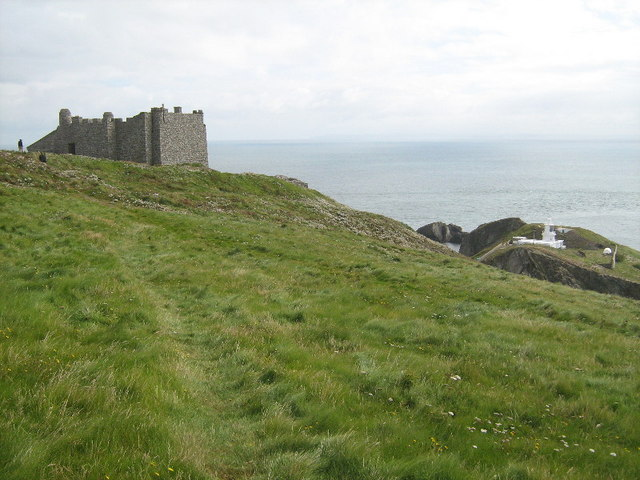
Остров Ланди

Гвайр, или Гвейр (Gweir ap Geirioed) известен из «Триад» как один из Трёх благородных узников острова Британия вместе с Ллиром Кратких Речей и Мабоном ап Модрон. Отмечается, что валлийское название острова Ланди у берегов Корнуолла — Ynys Weir — может означать «остров Гвайра». М. Хейкок предлагает обратить внимание и на известного по другой триаде Гвайра — Гвейра ап Гуистила (Gweir ap Gwystyl), имя отца которого переводится как «заложник».
Упоминание о Пуилле и Придери в контексте потустороннего заточения неслучайно. По предположению У. Грифида, Гвайр может быть приравнен к Гури Золотоволосому — это имя в семье приёмных родителей получил Придери, похищенный у своей матери Рианнон сразу после рождения. Этот сюжет возвращает к фигуре Мабона, который был забран у матери на третий день после рождения и поиски и вызволение которого из заточения являются одним из заданий в «Килухе и Олвен». В этой истории Артур фигурирует как освободитель пленников, но в триаде роль Артура меняется на противоположную, и он сам назван наиболее важным из четверых узников.

### Крепость Аннувна
В стихотворении названо несколько крепостей, но, возможно, это одна крепость, называемая различными именами, которые, как предполагается, могут служить синонимами Аннувна. Для средневековых кельтов было характерно давать несколько имён потустороннему миру.
- Kaer Sidi

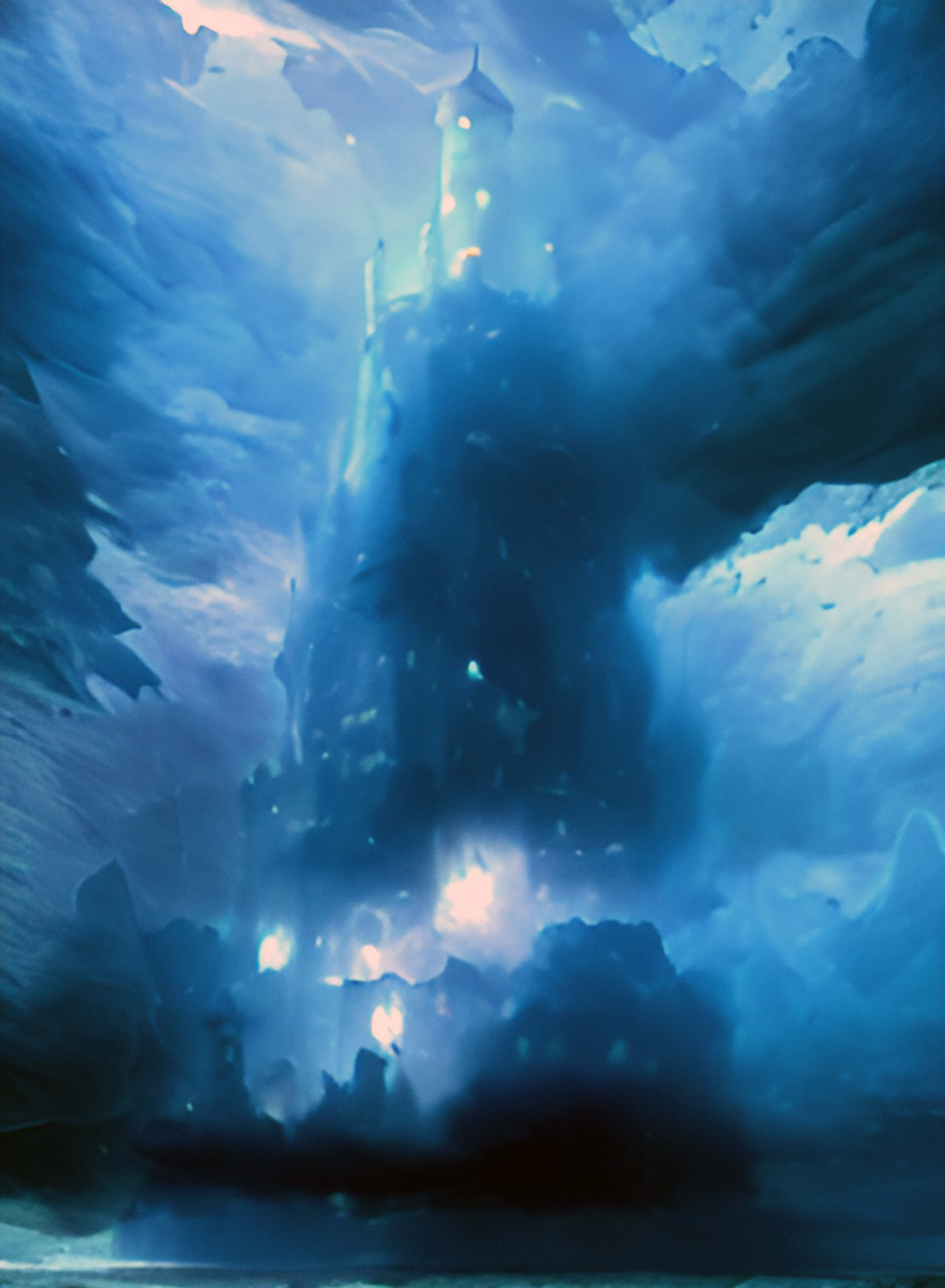
Каэр Сиди

Каэр Сиди. Крепость сидов, Потусторонняя крепость. С. Хигли переводит the Mound Fortress («Крепость кургана»). Sidi выводят из древнеирландского sidi, род. п. от síd, «сиды», «народ фейри», или холм, курган как место обитания этого народа. Вместо кресла барда, упоминаемого в стихотворение №XIV «Книги Талиесина», в этом Каэр Сиди оборудована тюрьма для пленника Гвайра.
- Kaer Pedryuan

Я прославлен в славе, песня слышна
в Четырёхбашенном замке острова защиты
Четырёхбашенный замок. Р. Лумис переводит Four-Cornered / Four-Towered Fortress («Четырёхугольная / Четырёхбашенная крепость»); С. Хигли — Four-Peaked Fortress («Крепость с четырьмя вершинами»).
- Kaer Vedwit

Замок Медового Пира. Дж. Рис предложил интерпретировать vedwit, то есть meddwit с леницией начального согласного, как «пирушка», «попойка» (ср. валл. medd — «мёд», meddwi — «напиваться»). В следующей строфе упоминается искрящееся вино. В описаниях Аннувна в Мабиноги о Пуйле, о Бранвен и в «Житии Коллена» алкогольные напитки играют существенную роль. Возможно, самой устойчивой чертой языческого Иного мира в представлении кельтов (и других народов) было качество и количество напитков.
- Kaer Rigor

Суровый Замок. Существуют различные точки зрения на значение слова rigor в этом названии. Его выводят из лат. rigor («жёсткость», «несгибаемость», «твёрдость», «оцепенение») и переводят название как Petrification Fort («Форт Окаменения»), Fortress of Hardness («Крепость Твёрдости»), Castle of Rigour («Замок строгости»). Альтернативная версия связывает rigor с лат. frigor, frigus, frigoris («холод», «холодность»), что даёт перевод the Frigid Fort («Холодный форт»). Этот вариант поддерживается предположением Т. Грина о том, что echwyd amuchyd kymyscetor в этой строфе можно перевести как «полдень и гагатовая чернота смешались», что может намекать на «вечные сумерки» полярного дня и намекать на расположение крепости на далёком севере. Однако echwyd amuchyd kymyscetor переводят и как «проточная вода и гагат смешались», что отсылает к «Этимологиям» Исидора Севильского.
- Kaer Wydyr

…доблесть Артура за Стеклянным Замком.
Шесть тысяч стояло на его стенах,
было трудно говорить со стражником.
Стеклянный Замок. Стекло — материал, ассоциирующийся в кельтской мифологии с «инаковостью». Близким аналогом и, возможно, даже источником для Kaer Wydyr является эпизод «Истории бриттов», приписываемой Неннию, где рассказывается о неудачной попытке трёх сыновей испанского воина завладеть Ирландией: «они увидели посреди моря стеклянную башню, и, разглядев на башне людей, пытались вступить с ними в беседу, но те упорно хранили молчание». Лумис сопоставляет Kaer Wydyr с Ту Wydyr («Стеклянный дом») на острове Бардси, ассоциируемом с «Тринадцатью сокровищами острова Британии».
- Kaer Golud

Замок Препятствий. Дискутируется вопрос о том, какое именно здесь слово — golud или colud. Goludd, «помеха», «препятствие», имеет хороший смысл в контексте этой строфы, упоминающей о Стеклянном замке и неразговорчивом часовом. Лумис переводит Fortress of Frustration («Крепость разочарования»). Но возможно, что это coludd («кишки», «внутренности»), поэтому Х. Пильх даёт перевод Castle of Bowels («Замок внутренностей»), а С. Хигли — Fortress of Guts (Hindrance?) («Крепость кишок (препятствия?)»). Лумис предлагает в качестве вторичного значения Fortress in the Middle of the Earth («Крепость в середине земли»). Хейкок — impediment («препятствие»); Кох — Concealed fort («Cкрытая крепость»).
- Kaer Vandwy

Замок Мантви. Ассоциируется с упоминаемыми в стихотворении «Разговор между Гвиддно Гаранхиром и Гвином ап Нуддом» («Чёрная книга из Кармартена») Kaer Wantwy и rас Mantvy, где, проходит, возможно, потусторонняя битва. У Х. Пильха — Castle of Two Battlements («Замок двух зубцов/зубчатых стен»), у С. Хигли — the fortress of God’s Peak («Крепость Божьей вершины»).
- Kaer Ochren

Замок Сторон. Ochren — производное от ochr («сторона»). У М. Хейкок angular («угловатый», как противопоставление круглой крепости); Fortress of Enclosedness («Крепость Замкнутости») у С. Хигли. Дж. Т. Кук с сомнением переводит как Fort of Divine Place («Форт Божественного места»). У Х. Пильха — Castle of Feeding («Замок питания»).

## Переводы и исследования
В англоязычной литературе стихотворение известно как The Spoils of Annwfn. В ранний период изучения его загадочный характер привёл к двум экстравагантным попыткам перевода и толкования, предпринятым Эдвардом Дэвисом и Дж. Гвеногврином Эвансом, а некоторые более осторожные учёные вовсе избегали любых попыток. В ошибочном переводе этого стихотворения в «Белой богине» Р. Грейвса опущены две последние строфы о монахах.
Тем не менее к настоящему времени существуют переводы и интерпретации Р. Ш. Лумиса, М. Хейкок, Х. Пильха, Дж. Кука и С. Хигли. Разбор Лумиса полезен тем, что в нём рассматриваются некоторые неясные артурианские отсылки, но только в четырёх первых строфах. Анализ Хейкок предлагает подробную лингвистическую работу.
Научный перевод стихотворения на русский язык подготовлен Н. Сухачевым и А. Фалилеевым и издан в 2012 г. в числе других переводов ранней валлийской поэзии. Рифмованный художественный перевод создан А. Блейз.